# Kormove (Kormove), Pervomaiske
Kormove (în ucraineană Кормове) este localitatea de reședință a comunei Kormove din raionul Pervomaiske, Republica Autonomă Crimeea, Ucraina.

## Demografie
Componența lingvistică a localității Kormove
     Rusă (65,27%)
     Ucraineană (16,3%)
     Tătară crimeeană (15,59%)
     Belarusă (1,12%)
     Alte limbi (0,3%)
Conform recensământului din 2001, majoritatea populației localității Kormove era vorbitoare de rusă (65,27%), existând în minoritate și vorbitori de ucraineană (16,3%), tătară crimeeană (15,59%) și belarusă (1,12%).